# Cattedrale di San Michele Arcangelo (Tegucigalpa)
La cattedrale di San Michele Arcangelo (in spagnolo: Catedral de San Miguel Arcángel) è il principale edificio di culto cattolico della capitale honduregna Tegucigalpa. Situata nel centro storico della città, la cattedrale è la principale dell'arcidiocesi di Tegucigalpa.
Nel 1967 è stata proclamata Monumento Nazionale dell'Honduras.

## Storia
Nel 1756 il vescovo dell'Honduras Diego Rodríguez de Rivas y Velasco incaricò il curato José Simeón Zelaya Cepeda della costruzione dell'attuale chiesa dopo che un incendio dieci anni prima aveva completamente distrutto un primo edificio di culto. La parrocchia di San Michele Arcangelo fu istituita nel 1763 tuttavia fu soltanto nel 1765 che i lavori di costruzione, diretti dall'architetto d'origine guatemalteca José Gregorio Nacianceno Quiroz, presero definitivamente il via. Il tempio, realizzato in forme barocche, fu ultimato nel 1786 sebbene già quattro anni prima fosse stato consacrato ed inaugurato da frate Antonio de San Miguel.
La chiesa fu seriamente lesionata da un terremoto nel 1823, ragione per cui rimase chiusa per sei anni.